# Public Viewing

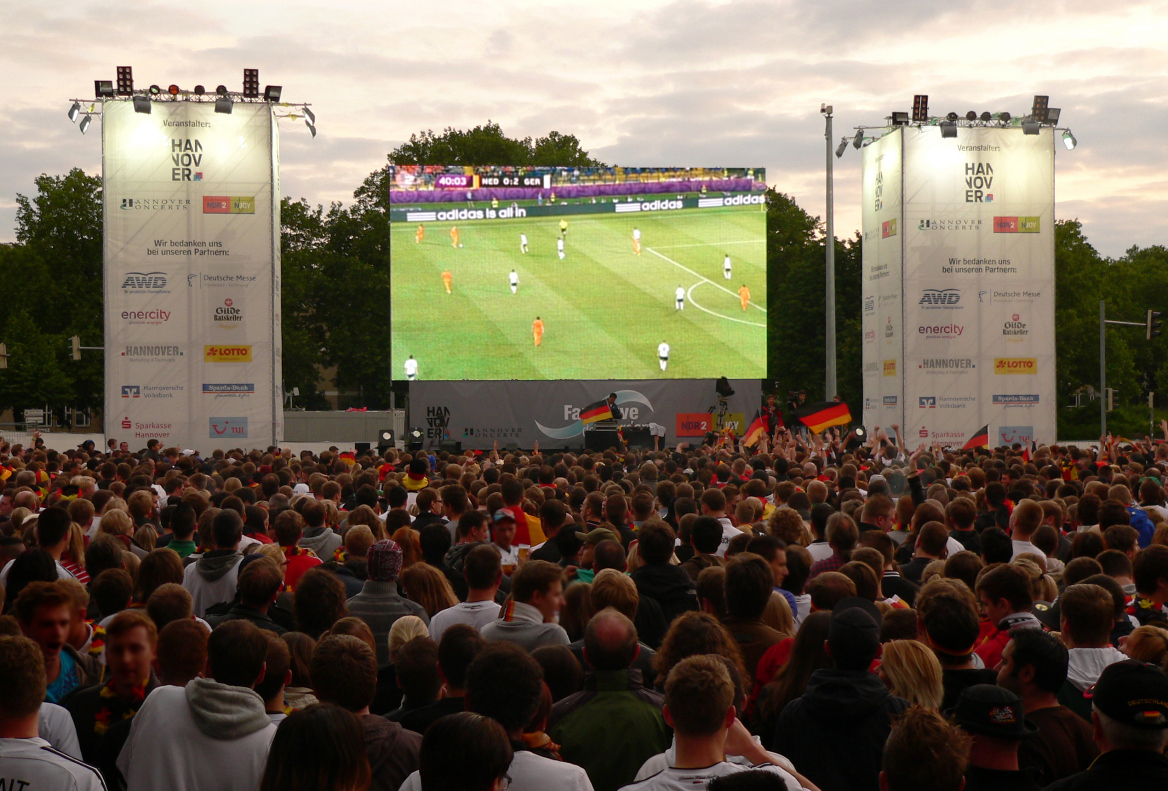
Public Viewing auf dem Waterlooplatz in Hannover zur Fußball-EM 2012

Public Viewing (ˈpʌblɪk ˈvju:ɪŋ) ist eine im Deutschen verwendete Bezeichnung für die öffentliche Liveübertragung von Sportereignissen oder anderen Events auf Videowänden.
Der Ausdruck ist zusammengesetzt aus dem englischen public für „öffentlich“ und viewing für „ansehen, anschauen“.

## Herkunft und Bedeutung des Wortes
Der Begriff Public Viewing hat sich im Vorfeld der Fußball-Weltmeisterschaft 2006 im deutschen Sprachgebrauch etabliert. Es handelt sich um einen Scheinanglizismus, der im Deutschen eine speziellere Bedeutung hat als im Englischen. Dort ist allgemeiner die öffentliche Präsentation einer Sache gemeint, etwa ein Tag der offenen Tür oder eine Aufbahrung; Letzteres im Sinne von: Letzter Blick auf aufgebahrte Verstorbene. Inzwischen wird es von internationalen Verbänden und Medien aber gelegentlich auch auf Englisch im Kontext von Sportübertragungen verwendet. Meist wird die öffentliche Vorführung auf einer Leinwand im Englischen public screening genannt. Seit 2007 ist „Public Viewing“ im Duden und seit 2011 auch das Wort „Rudelgucken“ als Synonym aufgeführt. Mit der gleichen Bedeutung wie im Deutschen ist das Wort auch im Japanischen bekannt.

## Entstehung und Organisation

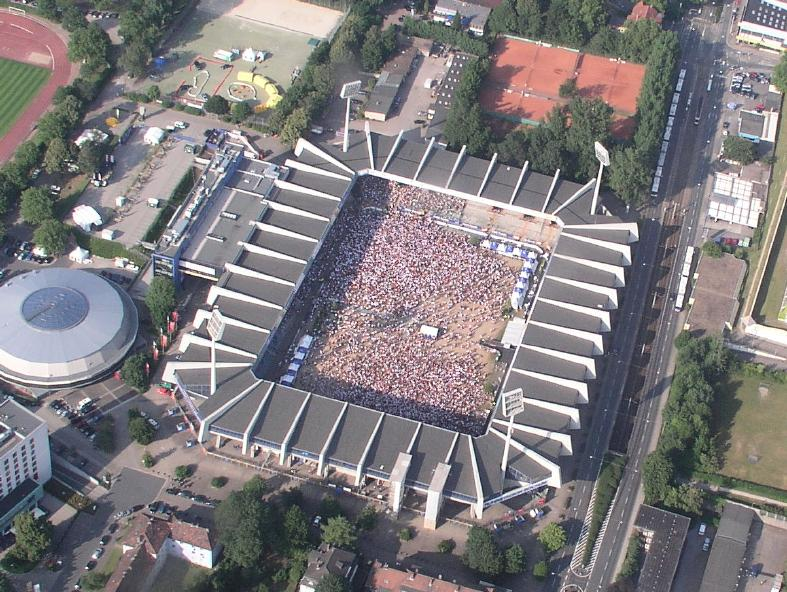
Public Viewing im Ruhrstadion in Bochum

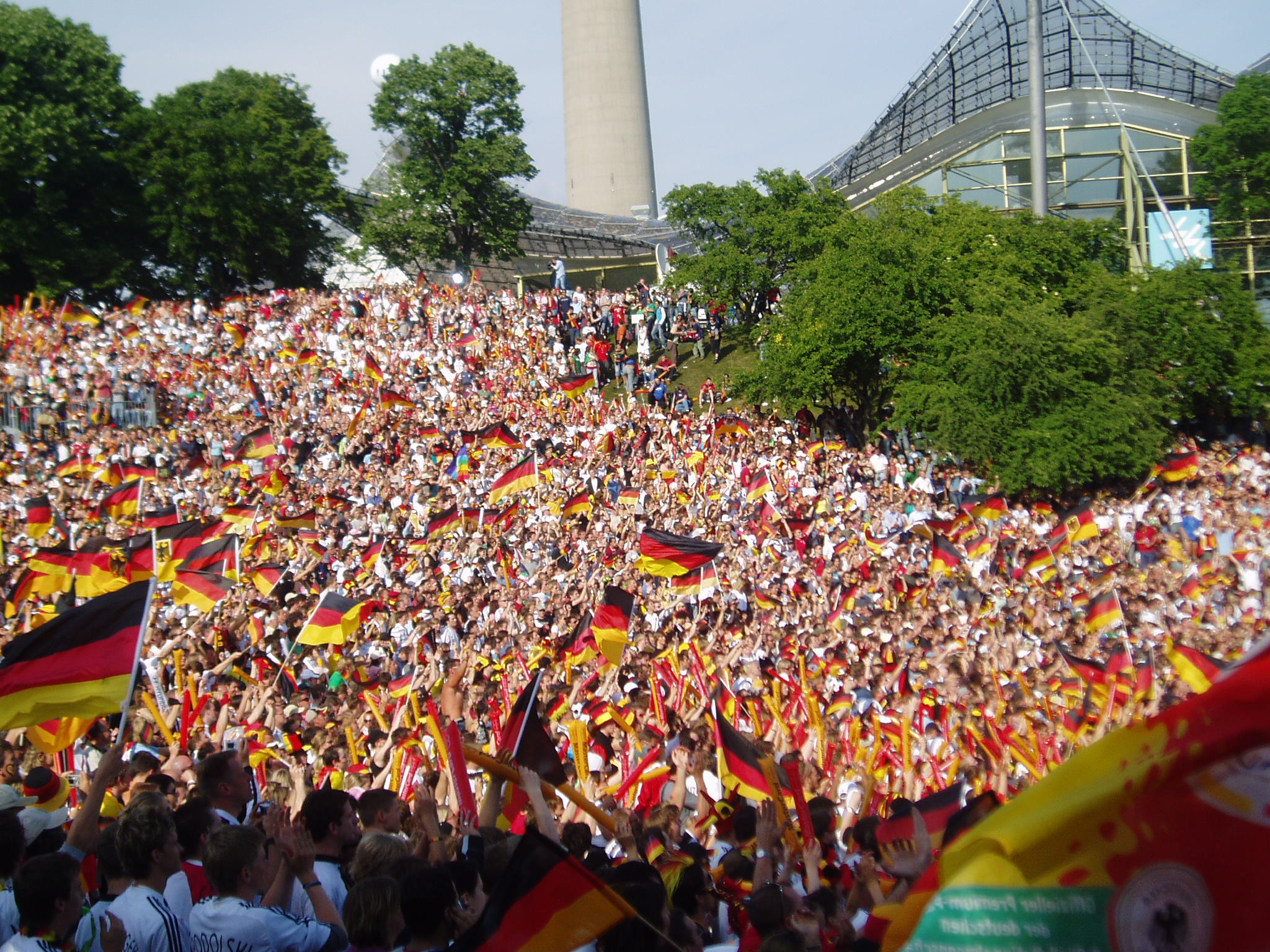
Fans im Olympiapark in München beim Eröffnungsspiel der Fußball-WM 2006

Die Direktübertragung für das gemeinschaftliche Mitverfolgen vieler Zuschauer von Großereignissen gab es schon bei den Olympischen Sommerspielen 1936. Damals, als Fernsehgeräte noch verhältnismäßig teuer und noch nicht in Haushalten verbreitet waren, konnte man in sogenannten Fernsehstuben die Wettkämpfe zusammen zumindest in Berlin öffentlich anschauen. Aufgrund der geringen Größe der Bildschirme konnte jedoch nur eine geringere Zahl von Zuschauern teilnehmen. Zudem fand dieses gemeinschaftliche Verfolgen einer Übertragung in geschlossenen Räumen statt.
Nach einer Initiative des Organisationskomitees (OK) beim internationalen Fußball-Weltverband FIFA sowie des Sportrechtevermarkters Infront wurde die Übertragung der Fußball-WM 2006 auf Großleinwänden in deutschen Städten gesichert. Hauptgrund für das Drängen des OK war die zu geringe Anzahl an Eintrittskarten.
So gaben sowohl die Agentur Infront als auch die FIFA am 20. Januar 2005 nach und genehmigten die kostenlose öffentliche Übertragung. Somit konnte jede Stadt und jede Gemeinde beispielsweise auf öffentlichen Plätzen oder in Mehrzweckhallen Großbildwände aufstellen und die Spiele für die Zuschauer kostenfrei übertragen.
Ausdrücklich galt diese kostenfreie Freigabe auch für alle nichtkommerziellen Veranstaltungen in Schulen, Kirchen, Krankenhäusern, Unternehmen oder Biergärten. Sofern eine Übertragung jedoch durch Sponsoren finanziert wurde, galt sie als kommerzielle Veranstaltung, für die Lizenzgebühren erhoben wurden. Dies galt auch für alle Veranstaltungen, bei denen Eintritt erhoben wurde. Als Sponsoren durften nur lokale und regionale Unternehmen fungieren, die nicht Wettbewerber der offiziellen FIFA-Sponsoren waren.
Nach Gesprächen mit dem OK erlaubte die FIFA den lokalen Veranstaltern den Verkauf von Würstchen, Pommes frites und deutschem Bier. Das Getränk des FIFA-Sponsors (Anheuser-Busch Bud) musste nicht ausgeschenkt werden.

## Sozialpsychologische Bewertung

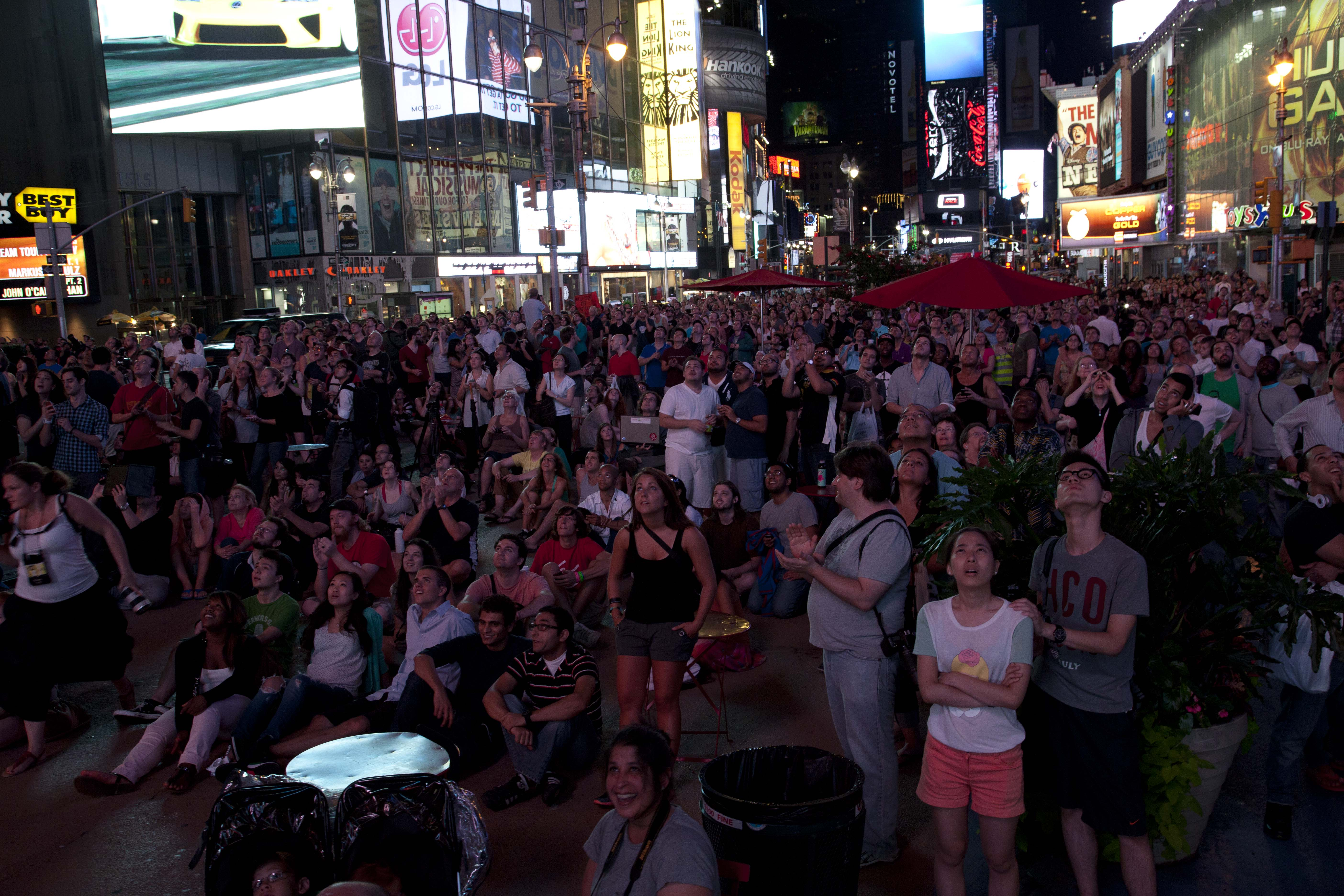
Public Viewing auf dem Times Square zur Landung des NASA-Rovers Curiosity auf dem Mars

Der Begriff Public Viewing versucht eine neue Form der Anteilnahme an identitätsstiftenden Großereignissen wie z. B. einer Fußball-Weltmeisterschaft im eigenen Land zu beschreiben. Diese Art des kollektiven Mitverfolgens im Kreise unbekannter Gleichgesinnter existierte bisher nur in den Stadien. Nach Auffassung vieler Sozialwissenschaftler und Psychologen liegt der Anreiz des Public Viewing im Teilen von gemeinsamen und simultan entstehenden Emotionen, wie z. B. die Freude über den Sieg des bevorzugten Teams, aber auch die Trauer über die Niederlage. Im Gegensatz zum Betrachten eines Großereignisses vor dem häuslichen Fernsehgerät wird das Entstehen einer solch emotionalen Atmosphäre erst durch technische Innovationen wie Großbildwände oder Plasmafernseher ermöglicht. Public Viewing zeichne sich durch die „Steuerbarkeit positiver Emotionen“ aus.

## Lizenzen und Urheberrechtsschutz
Rechtliche Grundlage für eine eventuelle Lizenzierungspflicht von Public-Viewing-Veranstaltungen ist in Deutschland das Urheberrechtsgesetz. Danach hat das Sendeunternehmen das ausschließliche Recht zur Weiterverbreitung einer Sendung und darüber hinaus nach § 87 Abs. 1 Nr. 3 UrhG auch das ausschließliche Recht an Stellen, die der Öffentlichkeit nur gegen Zahlung eines Eintrittsgeldes zugänglich sind, die Sendung wahrnehmbar zu machen. Für die übertragenen Inhalte selbst besteht meist auch kein Urheberrechtsschutz, z. B. Sportveranstaltungen, somit können Lizenzregelungen, wie sie etwa von FIFA oder UEFA für das Public Viewing von Fußballspielen herausgegeben werden, nicht auf den Inhalt der Übertragung, also etwa das Fußballspiel an sich, stützen. Ein Erwerb von Lizenzen, auch kostenfreien, kann hier nicht gefordert werden. Das deutsche Urheberrecht unterscheidet auch nicht weiter nach kommerziellen und nicht-kommerziellen Veranstaltungen. Die von der FIFA angefertigten Fußballaufnahmen sind wohl nicht als Filmwerk i. S. v. § 2 Abs. 1 Nr. 6 UrhG anzusehen. Zwar besteht an ihnen grundsätzlich ein Laufbildschutz gem. § 95 UrhG, jedoch umfasst dieser nicht das Recht der Wiedergabe von Funksendungen gem. § 22 UrhG. Zu beachten ist jedoch, dass die Übertragungen oft auch weitere Inhalte umfassen, welche urheberrechtlich geschützt sind, zum Beispiel Musik. Hierfür kann es nötig sein, eine Lizenz, etwa der Verwertungsgesellschaft GEMA, zu erwerben.
Da Sportverbände wie FIFA oder UEFA mit den Austragungsorten von Wettbewerben bei Welt- und Europameisterschaften umfassende Verträge schließen, sind die betroffenen Städte oft vertraglich dazu verpflichtet, die Forderungen der veranstaltenden Sportverbände zu unterstützen. Dies kann etwa zu Auflagen bei notwendigen Genehmigungen durch die Stadt führen.

## Fußball-WM 2006

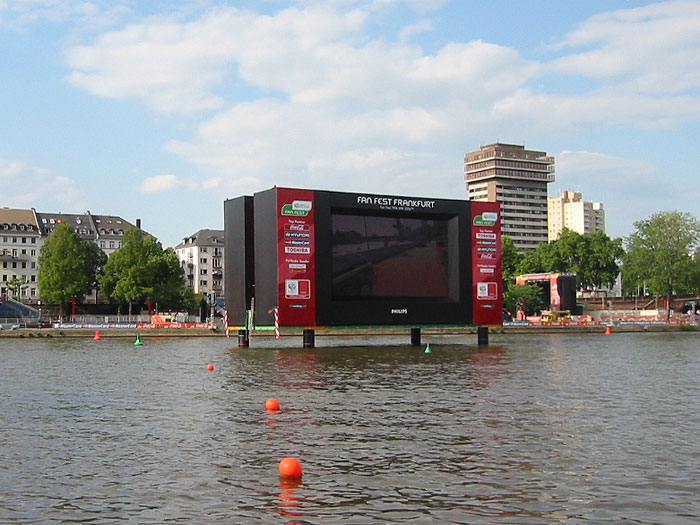
Beidseitige LED-Videowand in Frankfurt mitten im Main

Das Konzept zum Fan Fest FIFA WM 2006 wurde gemeinsam von der FIFA, dem WM-Organisationskomitee und den zwölf WM-Städten entwickelt. In jeder dieser WM-Städte fand im Rahmen dieser offizieller Fan-Feste eine öffentliche Übertragung der Spiele der Fußball-WM statt. Die FIFA finanzierte in den zwölf Austragungsorten, als sogenanntes Fan Fest „Stadtname“ je eine Großleinwand mitsamt der Technik und den Fernsehbildern. Mit der Hilfe der offiziellen Sponsoren wollte die FIFA jedoch höchstens 700.000 Euro pro WM-Stadt ausgeben, alle weiteren Kosten mussten die einzelnen Städte aufbringen.
In der Frankfurter MainArena wurden die Spiele auf einer 9 m × 16 m großen beidseitigen LED-Videowand, die mitten im Main auf 22 Meter langen Hydraulikstelzen installiert wurde, übertragen. So konnten beide Mainufer als Public-Viewing-Flächen für bis zu 50.000 Zuschauer genutzt werden. Diese künstliche Insel wog ohne die Bildschirme 160 Tonnen.
In Köln wurde eine Großleinwand auf dem Roncalliplatz zwischen dem Südportal des Kölner Doms und dem Römisch-Germanischen Museum aufgebaut. In Hamburg wurde eine Großleinwand auf dem Heiligengeistfeld neben dem Millerntor-Stadion aufgebaut. In Stuttgart erfolgte die Übertragung auf fünf Großbildwänden auf dem Schloßplatz. Auf dem Friedensplatz in Dortmund stand eine Großbildwand, sowie in unmittelbarer Nähe des WM-Stadions in der Dortmunder Westfalenhalle. In Berlin fanden neben dem offiziellen Fanfest auf der Straße des 17. Juni, bei dem bis zu 750.000 Zuschauer anwesend waren, weitere Live-Übertragungen anderer Veranstalter u. a. im Sony Center, in der Waldbühne und in der temporären Adidas-Arena statt. In Düsseldorf wurde das Paul-Janes-Stadion am Flinger Broich zum „Stadtwerke Düsseldorf Fan Stadion“ umgestaltet. Bis zu 12.600 Fans konnten auf der größten Public-Viewing-Veranstaltung in einer Nicht-Austragungsstadt alle WM-Spiele live miterleben. In München standen Großbildwände im Olympiapark, in Nürnberg auf dem Volksfestplatz.

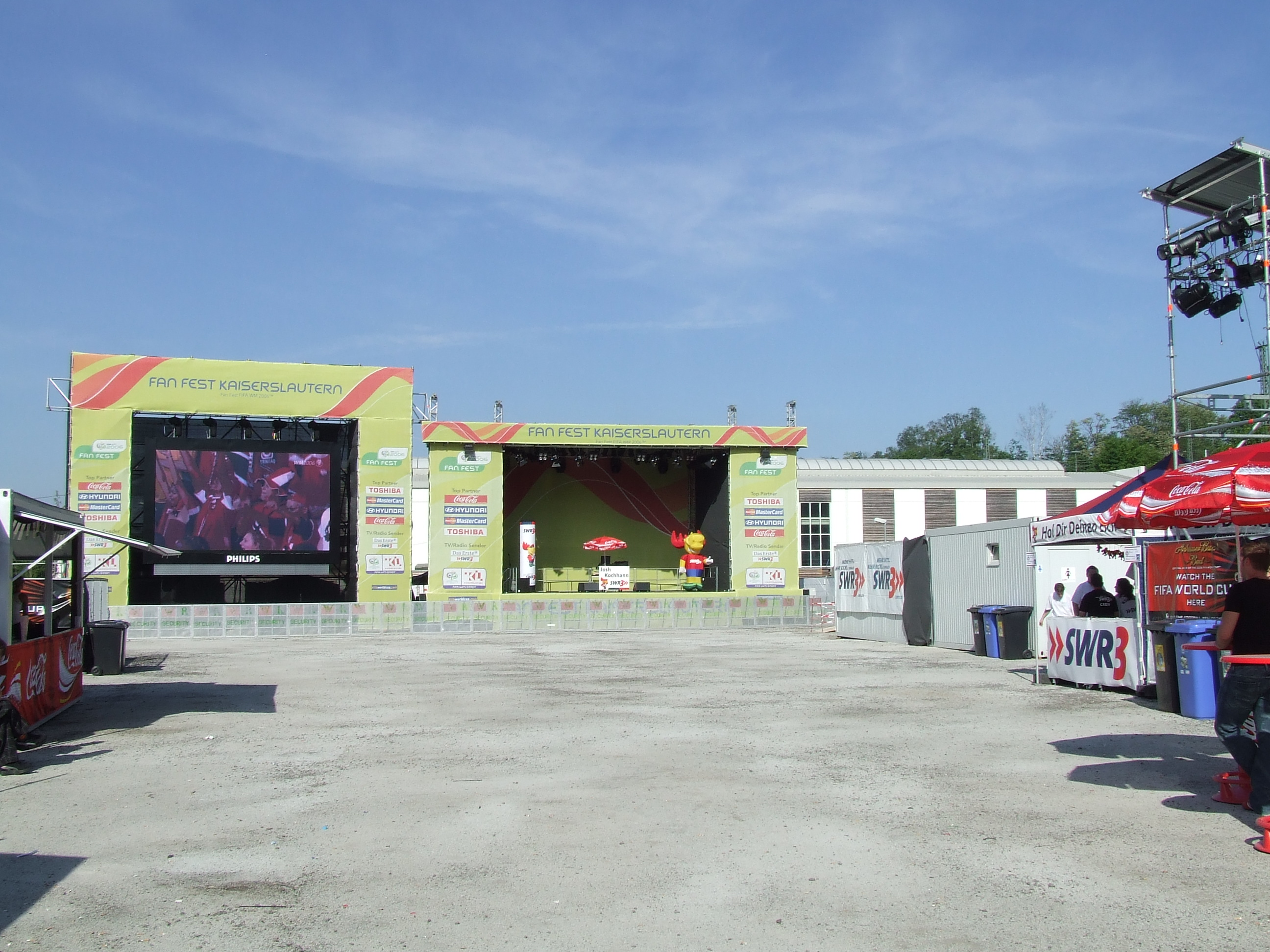
Fanfest mit Großbildschirm und Bühne für das Rahmenprogramm in Kaiserslautern
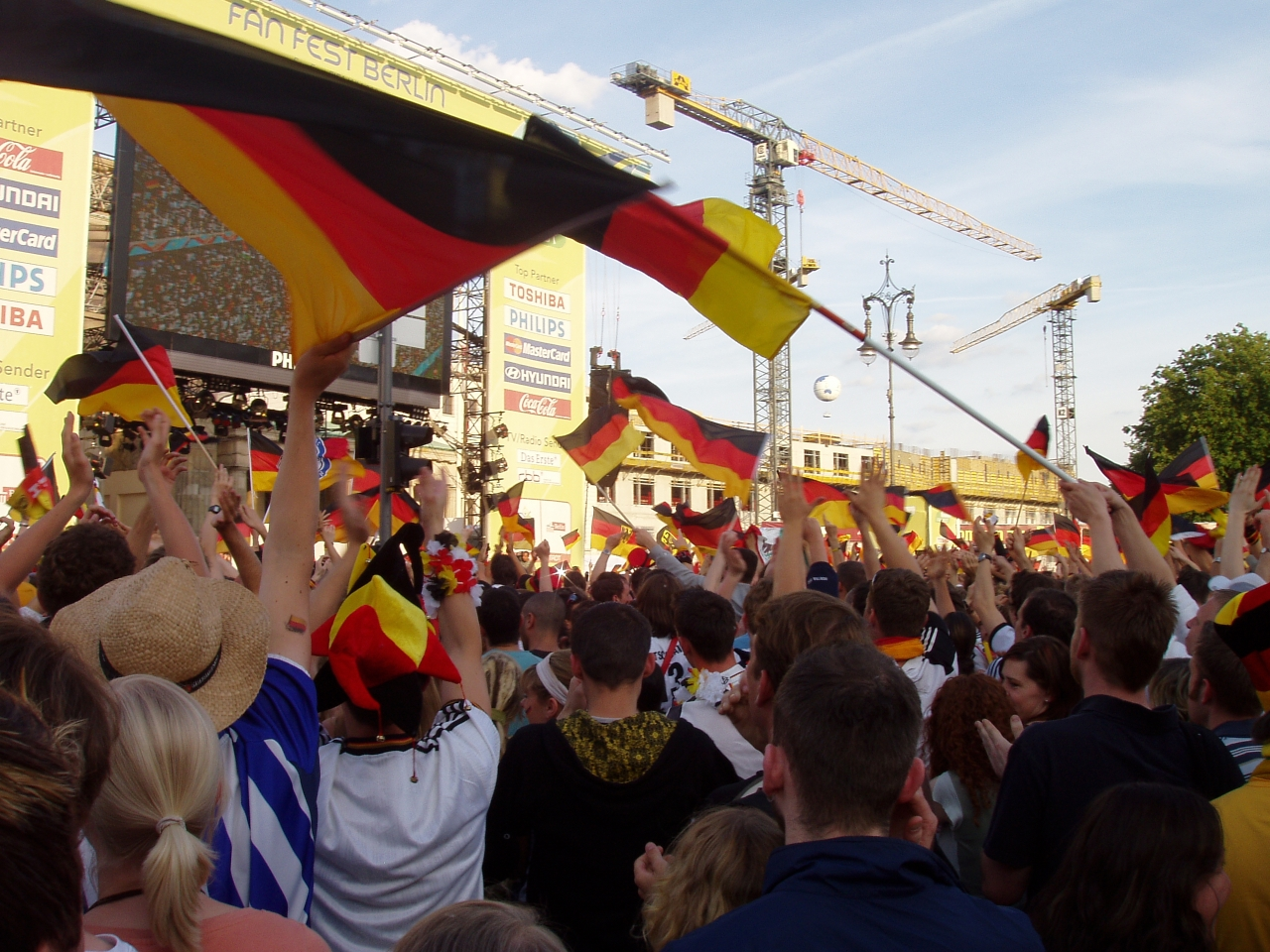
Zuschauer beim Eröffnungsspiel vor dem Brandenburger Tor
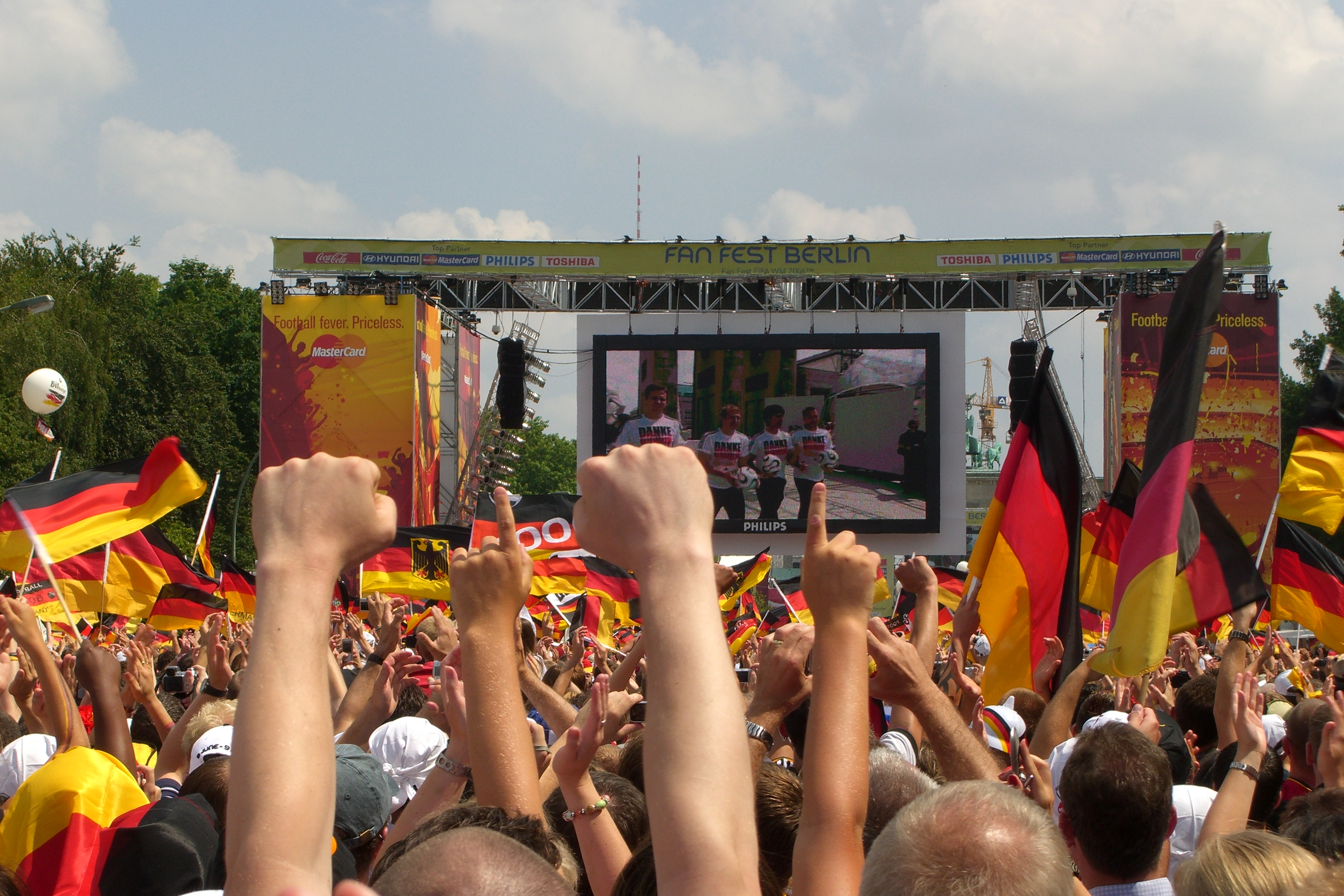
Feier der deutschen Mannschaft in Berlin

## Markenschutz

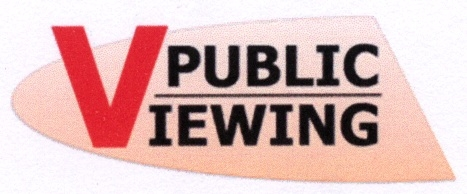
Geschütztes Public-Viewing-Logo

Am 30. Oktober 2007 wurde der Begriff Public Viewing beim Markenregister des Deutschen Patent- und Markenamtes in Verbindung mit einem Logo als Wort-Bild-Marke eingetragen. Rechteinhaber war eine Firma aus Magdeburg, die Großbildwände vermietet. Die Wort-Bildmarke wurde nach Ablauf des Schutzendedatums am 1. Juli 2017 gelöscht.
Die Eintragung beim DPMA hatte keinen Einfluss auf die Verwendung des Begriffes selbst. Denn der Markeninhaber kann Lizenzgebühren nur verlangen, wenn der Begriff in Verbindung mit seinem eingetragenen Logo (siehe Grafik) verwendet wird. Ein Versuch, den Begriff Public Viewing selbst als reine Wortmarke zu schützen, wurde laut DPMA-Register zurückgewiesen.

„Begründung: Fehlen jeglicher Unterscheidungskraft sowie beschreibende (freihaltungsbedürftige) Angabe (§ 8 Abs. 2 Nr. 1 u. 2 MarkenG).“

## Lärmschutz
Öffentliche Fernsehdarbietungen im Freien, die bis in die Nachtstunden nach 22 Uhr hineinreichen, dürfen in Deutschland nur durchgeführt werden, wenn die immissionsrechtlichen Lärmschutzanforderungen zum Schutz der Nachtruhe erfüllt werden. Dabei wird die Einschränkung des Lärmschutzes oft ausdrücklich auf den Fall beschränkt, dass Veranstaltungen direkt übertragen werden, z. B. § 2 Abs. 2 der Verordnung vom 17. Mai 2016 (BAnz AT 17.05.2016 V1). Damit solche Veranstaltungen während der Fußball-Weltmeisterschaft 2010 stattfinden konnten, wurde eigens für die Zeit vom 1. Juni 2010 bis 31. Juli 2010 eine Verordnung über den Lärmschutz bei öffentlichen Fernsehdarbietungen im Freien über die Fußball-WM 2010 erlassen. Entsprechende Bestimmungen galten bereits während der Fußball-WM 2006 und der Fußball-EM 2008.
Zur Fußball-EM 2024 der Männer 2024 wurde in Deutschland die „Verordnung über den Lärmschutz bei öffentlichen Fernsehdarbietungen im Freien über die Fußball-Europameisterschaft der Männer 2024“ erlassen. Diese entspricht weitgehend den jeweils seinerzeit für die Fußball-Weltmeisterschaften 2006, 2010, 2014, 2018 und 2022 sowie für die Fußball-Europameisterschaften 2008 und 2016 erlassenen Verordnungen. Kommunen konnten Public-Viewing-Veranstaltungen im Freien somit auch nach 22 Uhr genehmigen, sofern es sich dabei um Live-Übertragungen handelte.